# Právo na odpočinek a volný čas
Právo na odpočinek a volný čas je hospodářské, sociální a kulturní právo na přiměřenou dobu být pryč z práce a dalších společenských povinností. Je spojeno s právem na práci a historickými hnutími usilujícími o zákonná omezení pracovní doby. Dnes je právo na odpočinek a volný čas uznáno ve Všeobecné deklaraci lidských práv, Mezinárodním paktu o hospodářských, sociálních a kulturních právech, Úmluvě o právech dítěte a v mnoha dalších textech na úrovni států.
V českém právu je právo na odpočinek a volný čas ukotveno pouze v právech dětí v rámci Úmluvy o právech dítěte.